# Kirindy Forest
Kirindy Forest is een privéreservaat in het westen van Madagaskar. Het park is opgericht door een Zwitsers bedrijf, Centre de Formation Professionelle Forestière (CNFEREF) geheten, dat zich ten doel stelt om duurzame en selectieve houtkap toe te passen en de unieke biodiversiteit in stand te houden. Het woud kent verschillende goed begaanbare trajecten en er worden zowel dag- als nachtwandelingen georganiseerd onder leiding van een gids.

## Ligging en klimaat
De ingang van het park ligt aan de Route nationale 8, tussen het dorpje Marofandilia in het zuiden en Belon'i Tsiribihina in het noorden. Het park bevindt zich twintig kilometer ten oosten van de kust en zestig kilometer ten noordoosten van Morondava, de hoofdstad van de regio Menabe.
De gemiddelde neerslag in het woud is 700 tot 800 millimeter, met de grootste pieken in het regenseizoen tussen december en maart. In deze periode zijn de paden en wegen vaak onbegaanbaar en wordt het park regelmatig gesloten. In de piek van het droge seizoen valt er vrijwel geen regen en zijn veel loofbomen bladloos. Veel zoogdieren en reptielen houden dan hun winterslaap.

## Flora

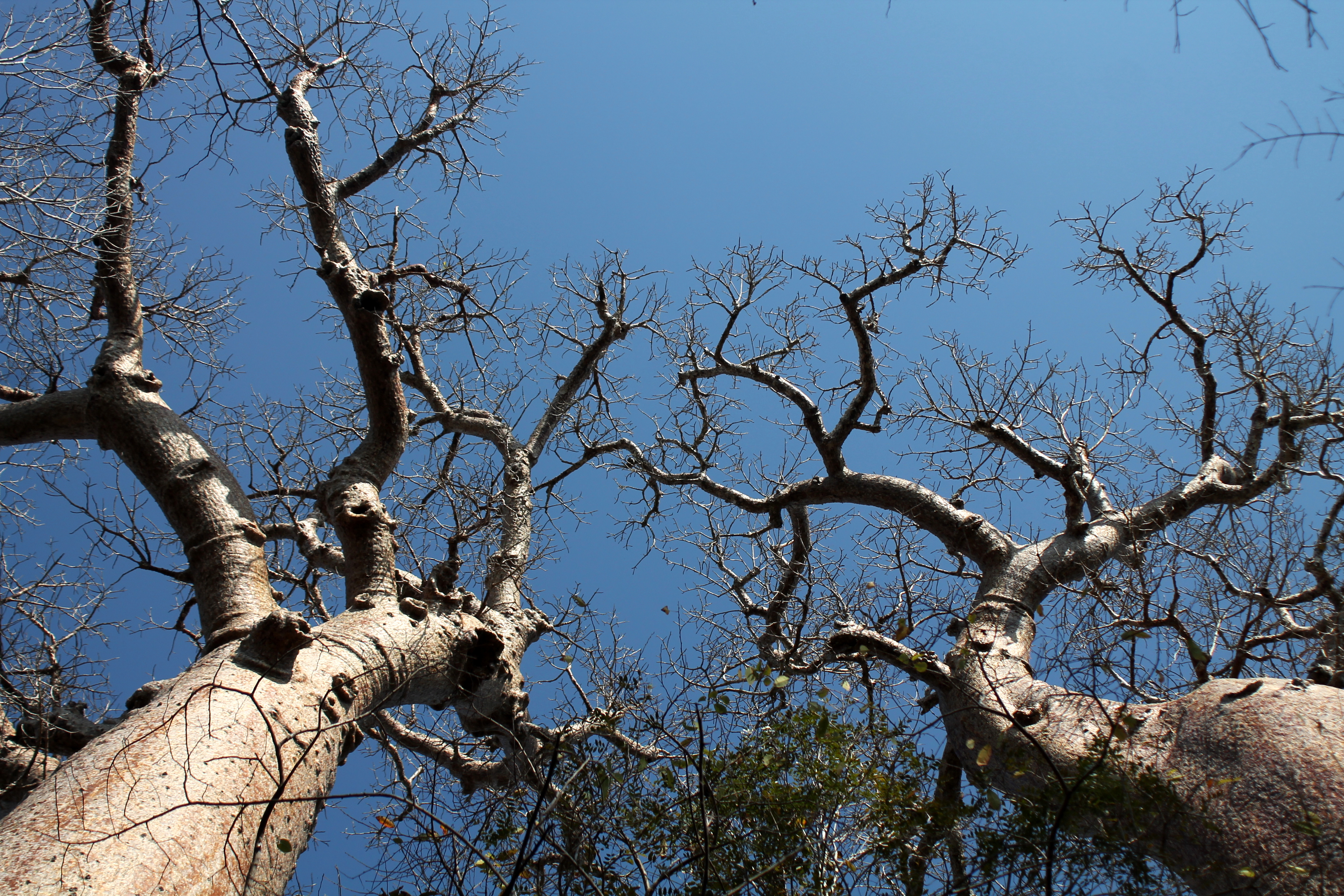
Fony baobabs (Adansonia rubrostipa) zijn prominent aanwezig in het woud.

Het park ligt op de grens van de droge loofbossen en de succulente boslanden van Madagaskar, twee van de zeven ecoregio's op het eiland. De vegetatie groeit er op zanderige grond en de boomtoppen bereiken over het algemeen een hoogte van 12 tot 15 meter. Langs de rivier de Kirindy en andere waterstromen bereikt het bladerdak een hoogte tussen de 20 en 25 meter. Vooral de onderlaag van het woud is dichtbegroeid.
In het park groeit de bedreigde endemische Hazomalania voyroni en drie van de zes endemische baobabs, namelijk de baobab van Grandidier (Adansonia grandidieri), de fony baobab (A. rubrostipa) en de za baobab (A. za). In totaal zijn er ongeveer 200 verschillende plantensoorten te vinden, waarvan veel bekendstaan om hun medicinale werking.

## Fauna
Het woud kent een grote biodiversiteit en huisvest een groot aantal diersoorten die endemisch zijn in de regio. Een gedeelte van het beheersgebied is derhalve gereserveerd voor onderzoek naar het gedrag van de dieren.

### Zoogdieren
Het woud telt 30 verschillende soorten zoogdieren, waaronder 17 vleermuissoorten, de madagaskarreuzenrat (Hypogeomys antimena), Macrotarsomys bastardi, de smalstreepmangoest (Mungotictis decemlineata) en tenreks als de grote egeltenrek (Setifer setosus), de kleine egeltenrek (Echinops telfairi) en de gewone tenrek (Tenrec ecaudatus). Het park staat bekend om de grote kans om de fossa (Cryptoprocta ferox) te spotten, Madagaskars grootste roofdier.
In het bos leven acht soorten maki's, dit zijn de dagactieve verreauxsifaka (Propithecus verreauxi) en Eulemur rufifrons en de nachtactieve Phaner pallescens, roodstaartwezelmaki (Lepilemur ruficaudatus), coquereldwergmaki (Mirza coquereli), vetstaartkatmaki (Cheirogaleus medius) rode muismaki (Microcebus rufus) en Microcebus berthae, 's werelds kleinste primaat.

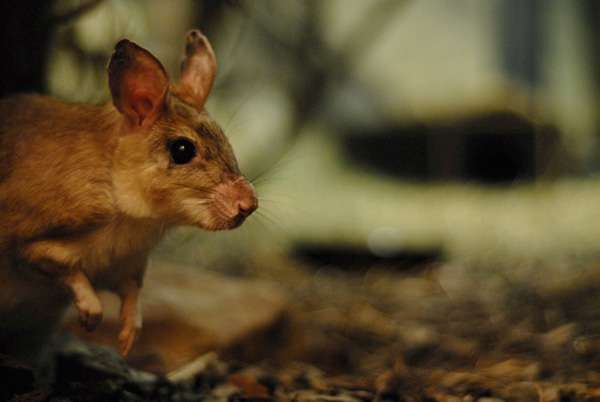
Madagaskarreuzenrat (Hypogeomys antimena)
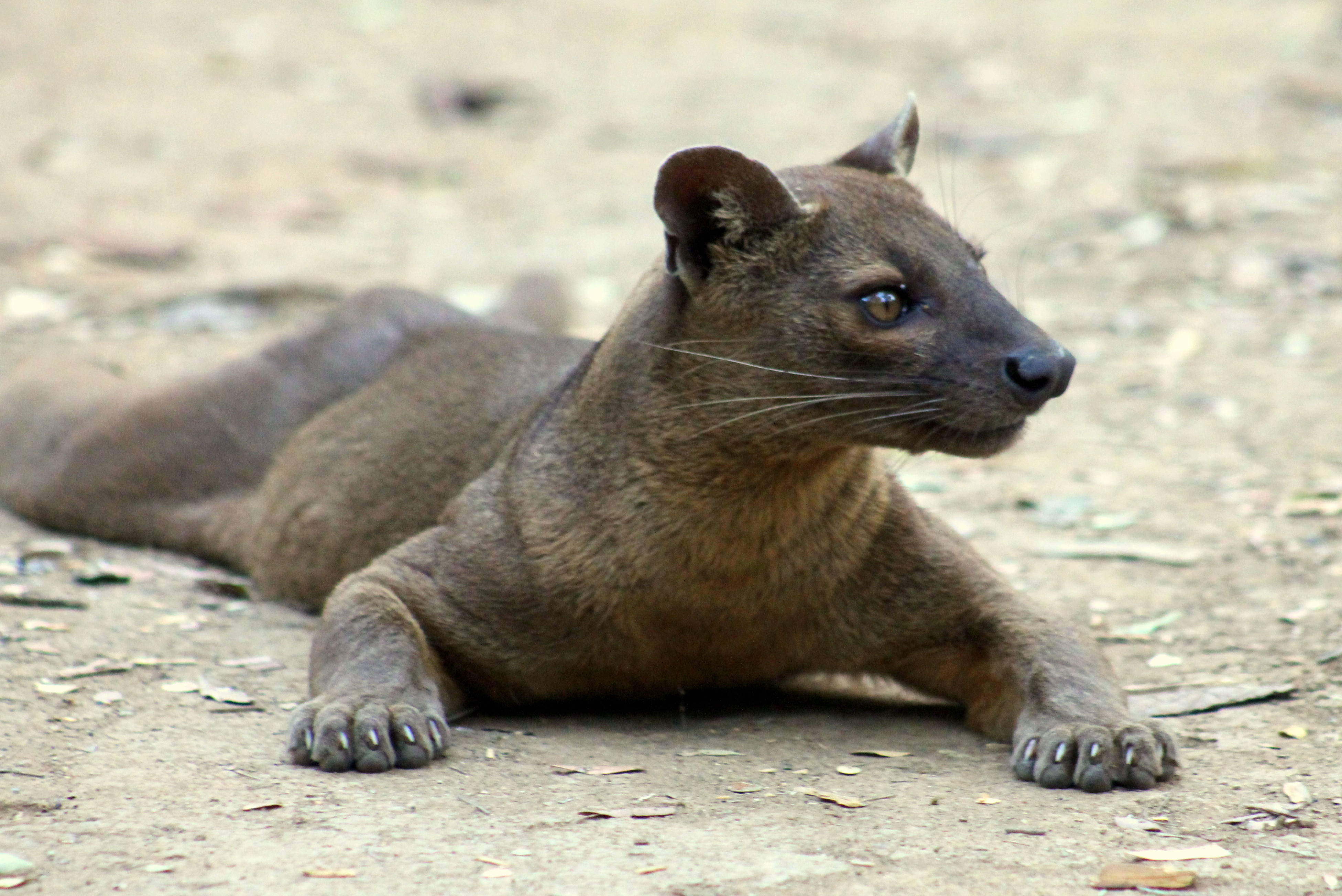
Fossa (Cryptoprocta ferox)
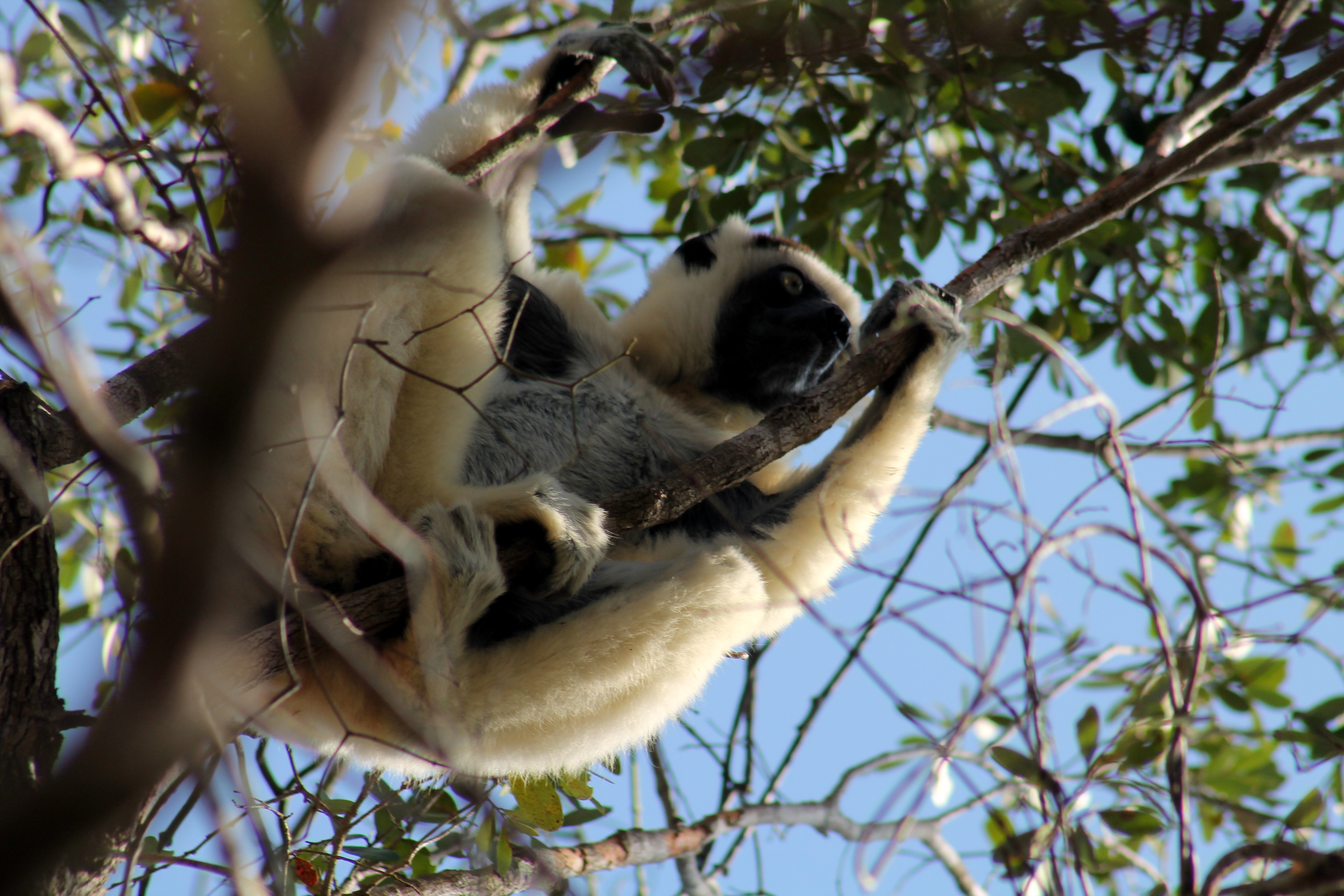
Verreauxsifaka (Propithecus verreauxi)
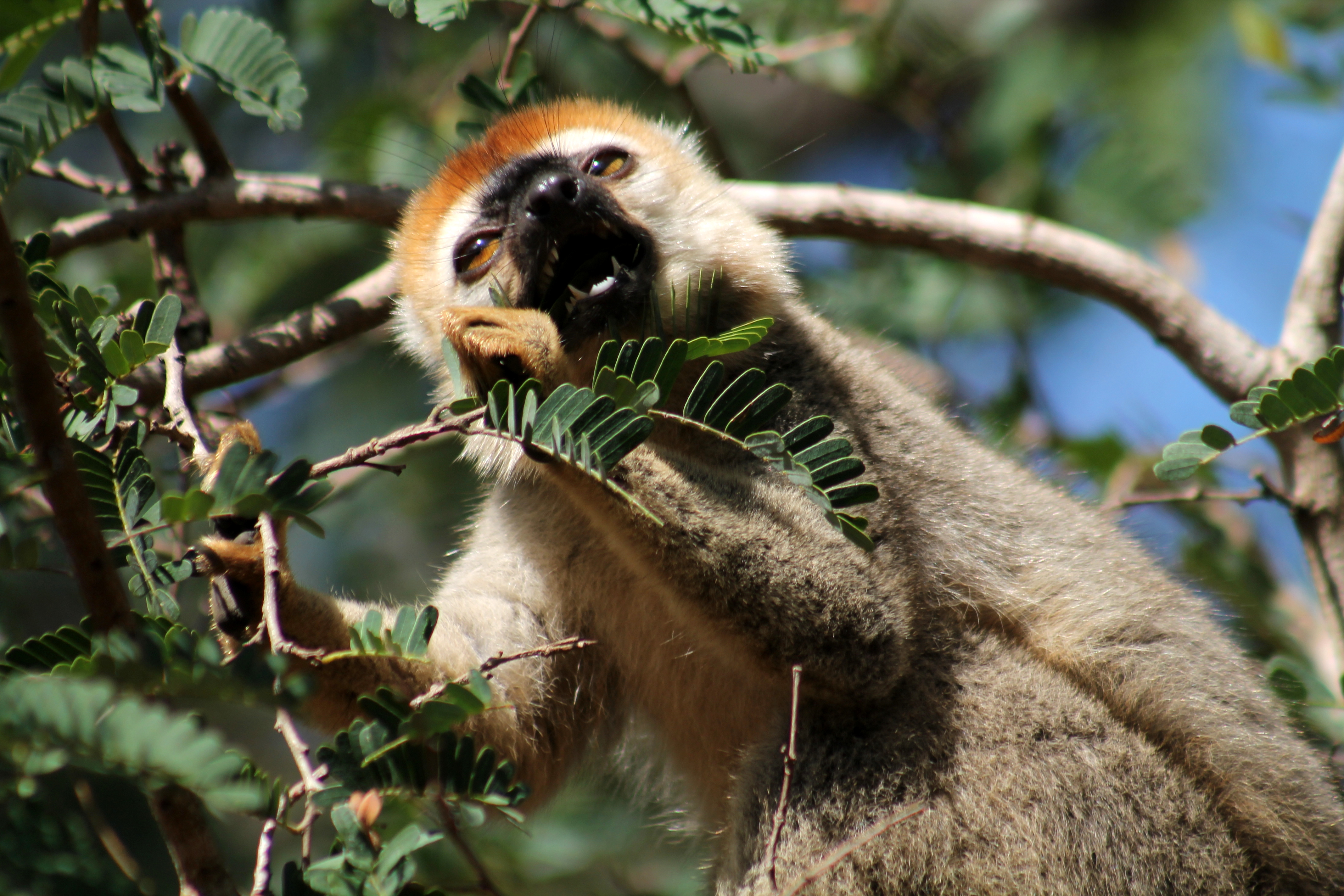
Eulemur rufifrons
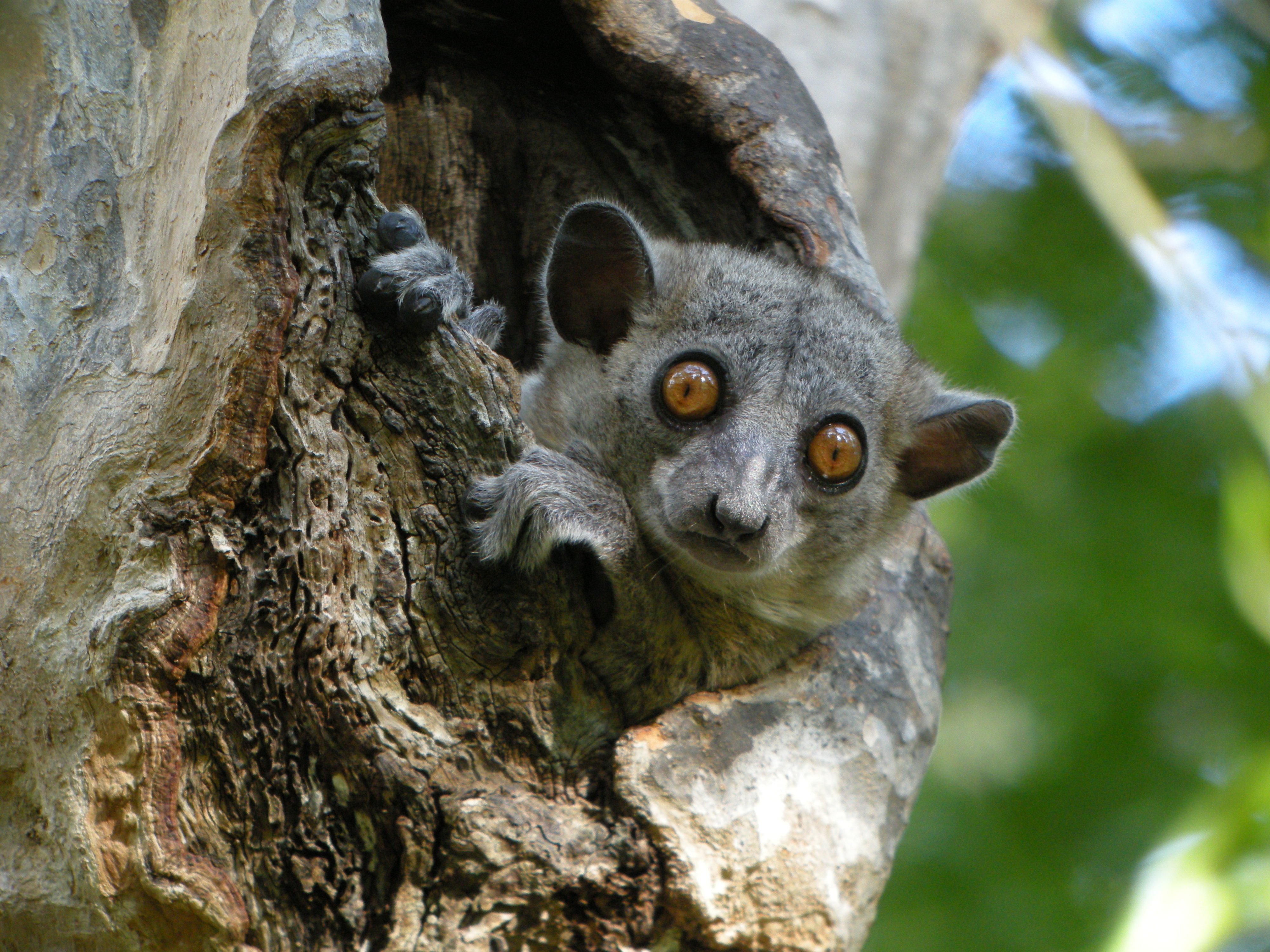
Roodstaartwezelmaki (Lepilemur ruficaudatus)
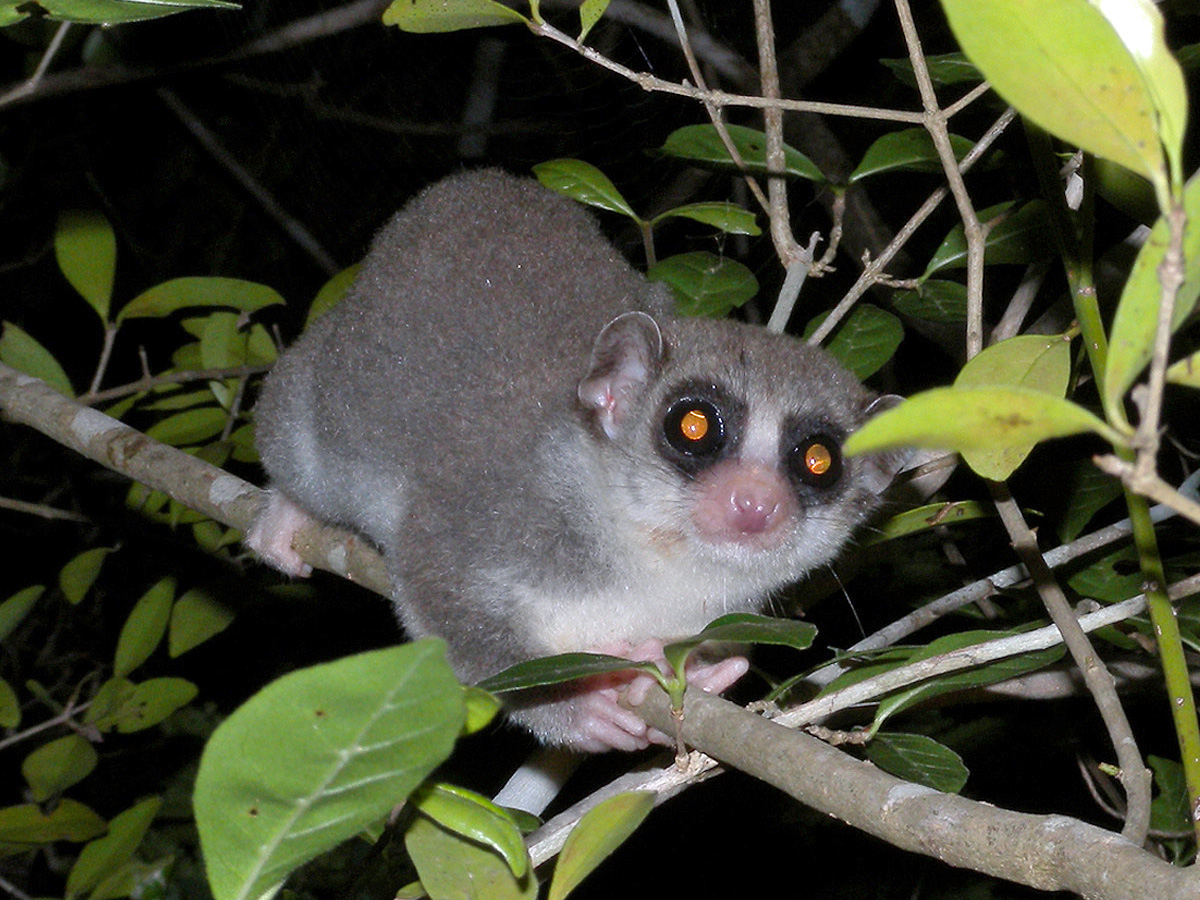
Vetstaartkatmaki (Cheirogaleus medius)

### Vogels
Het woud huisvest ten minste 68 vogelsoorten, waarvan zes soorten bedreigd zijn. Soorten die in het woud leven zijn onder andere de kuifdrongo (Dicrurus forficatus), de koerol (Leptosomus discolor), de witborststeltral (Mesitornis variegatus), de grote coua (Coua gigas), de Coquerels coua (Coua coquereli), de kuifcoua (Coua cristata), de sikkelvanga (Falculea palliata), de witkopvanga (Artamella viridis), de rosse vanga (Schetba rufa), de blauwe vanga (Cyanolanius madagascarinus), de brilvanga (Leptopterus chabert), de madagaskardayallijster (Copsychus albospecularis), de streepkeeljery (Neomixis striatigula), de madagaskarrupsvogel (Coracina cinerea), de holenkiekendief (Polyboroides radiatus), de madagaskarhavik (Accipiter henstii), de gebandeerde torenvalk (Falco zoniventris), de kleine vasapapegaai (Coracopsis nigra) en de grote vasapapegaai (Coracopsis vasa).

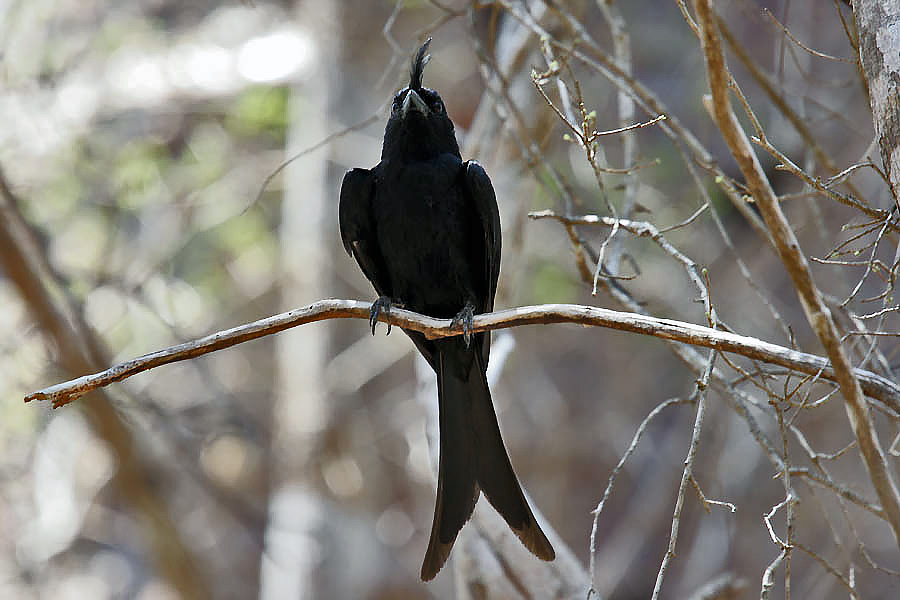
Kuifdrongo (Dicrurus forficatus)
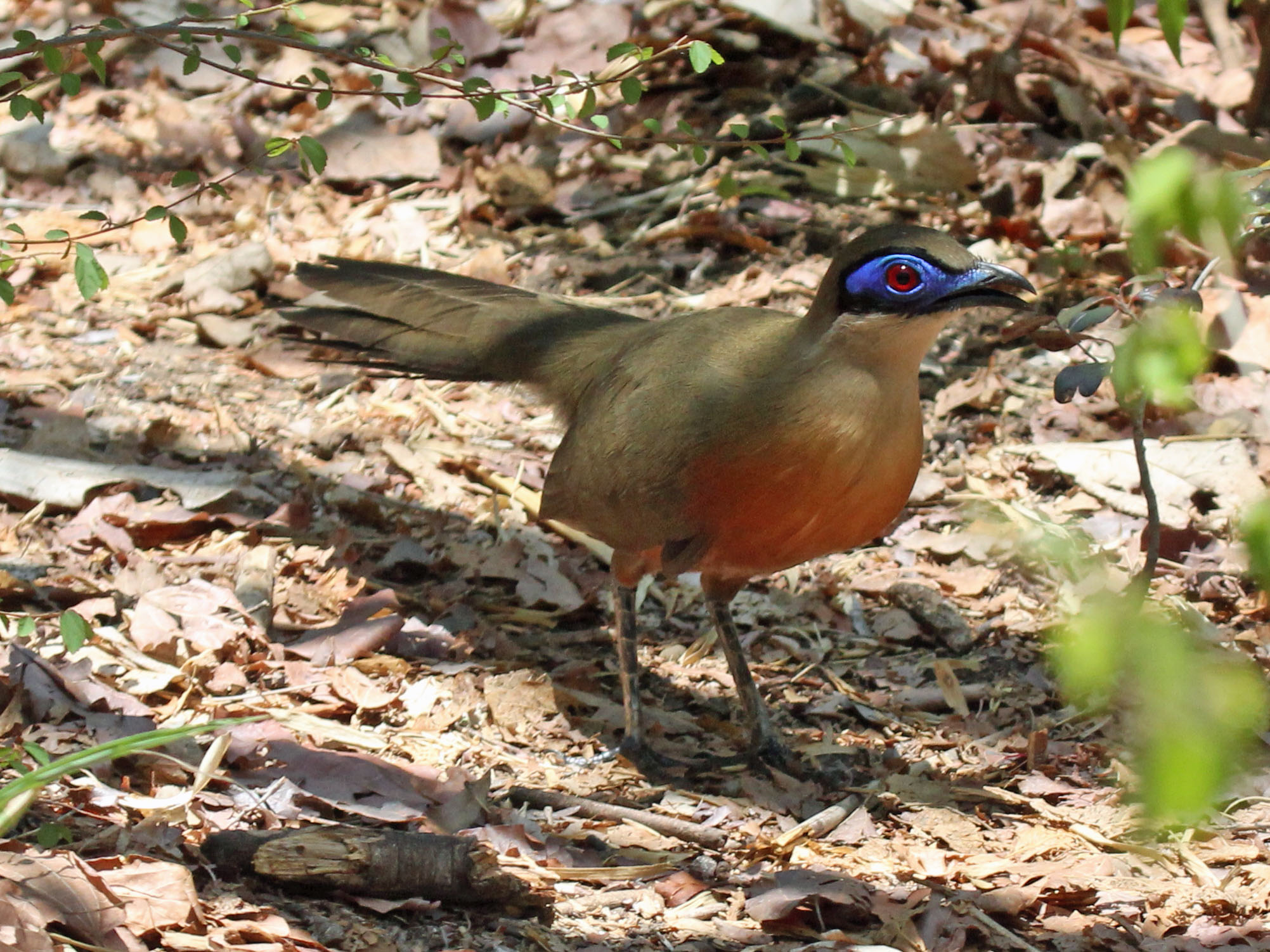
Coquerels coua (Coua coquereli)
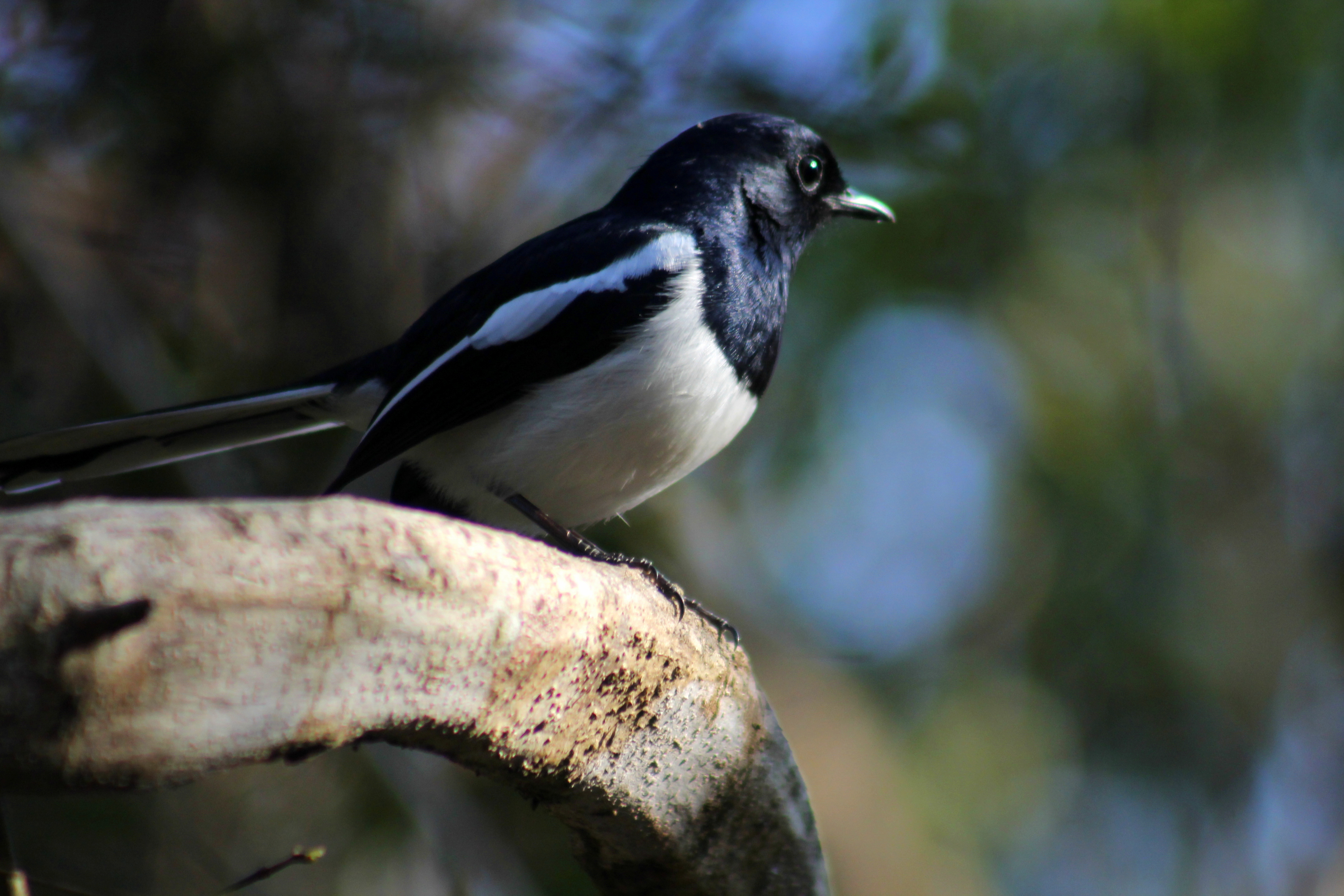
Madagaskardayallijster (Copsychus albospecularis)
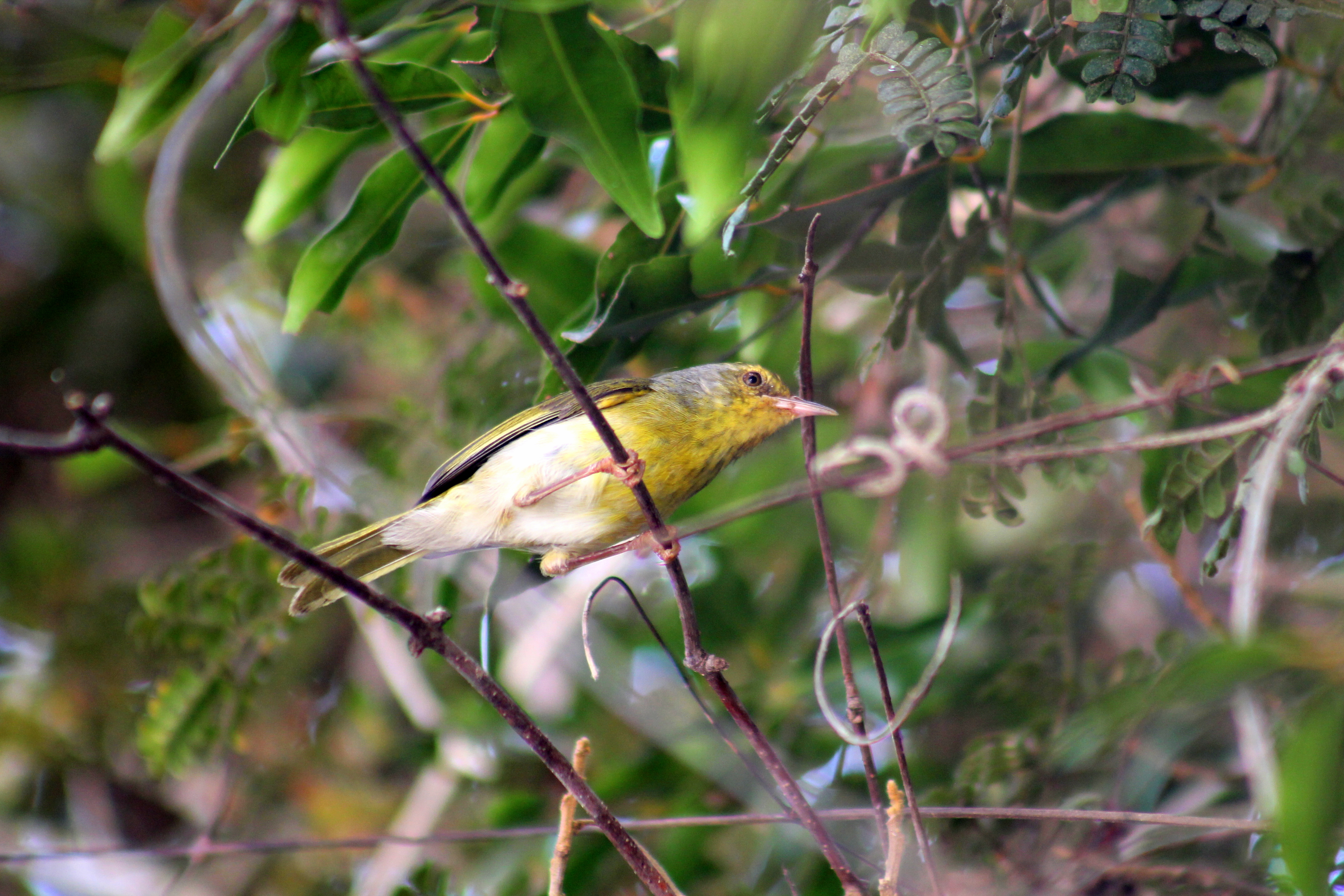
Streepkeeljery (Neomixis striatigula)
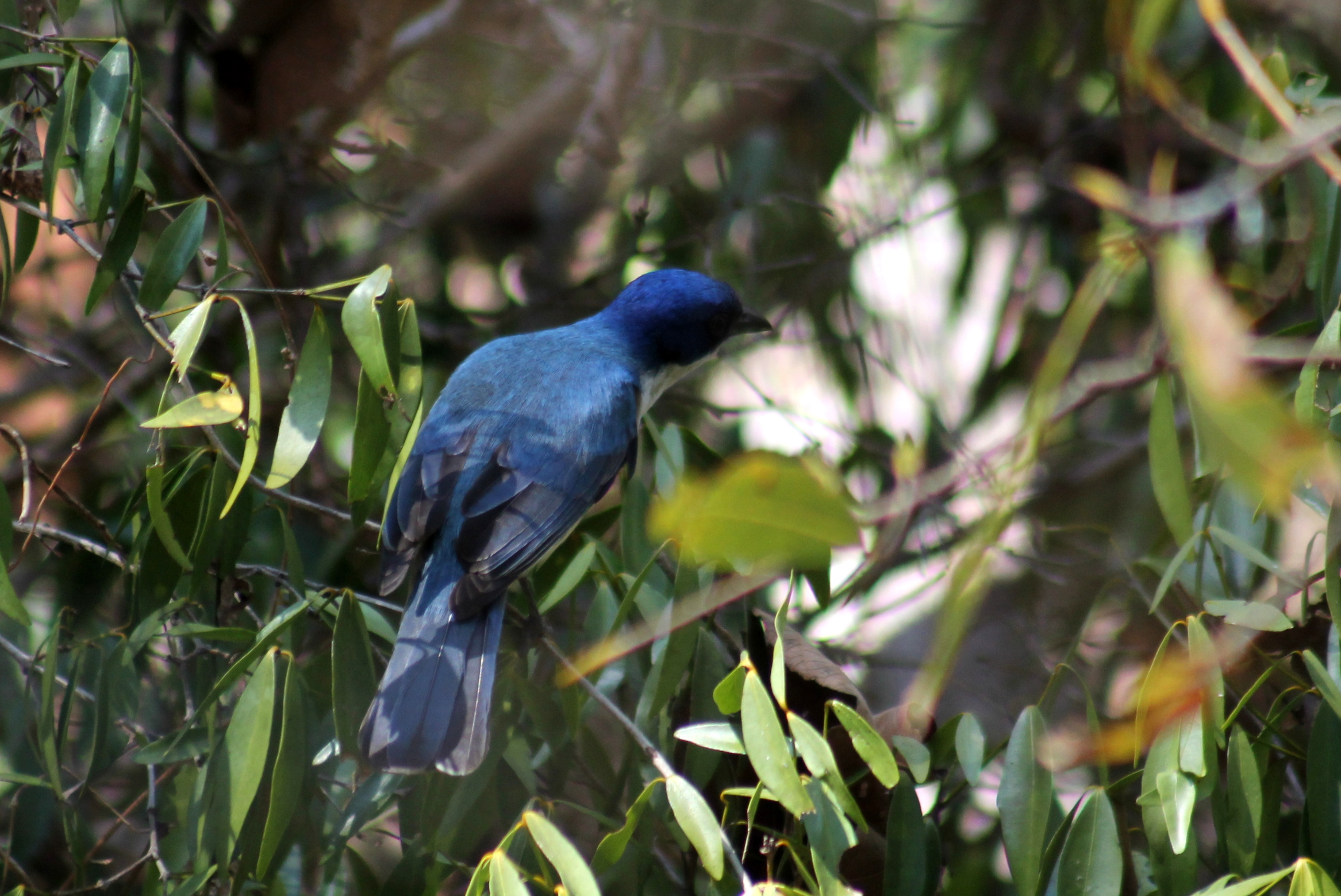
Blauwe vanga (Cyanolanius madagascarinus)
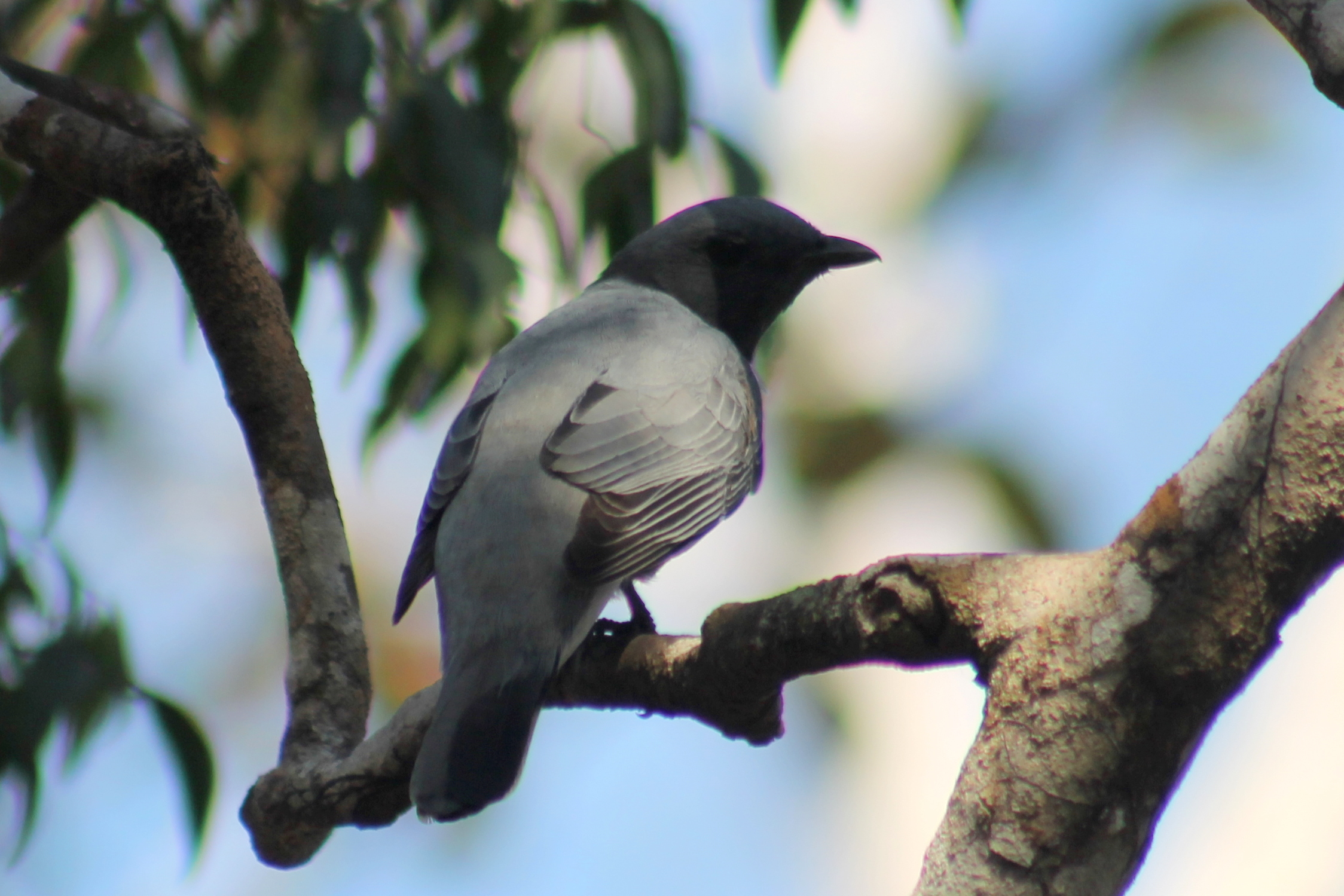
Madagaskarrupsvogel (Coracina cinerea)

### Reptielen en amfibieën
Het woud telt ten minste 43 soorten reptielen. Voorbeelden van de 23 verschillende hagedissensoorten zijn Zonosaurus laticaudatus, Furcifer labordi, de Madagaskar-halsbandleguaan (Oplurus Cuvieri), de reuzenkameleon (F. oustaleti) en een groot aantal gekkosoorten, zoals Uroplatus guentheri, Paroedura picta, P. bastardi, Geckolepis polylepis, Phelsuma kochi en P. mutabilis. Tot de 17 slangensoorten behoren onder andere de madagaskar-boa (Acrantophis madagascariensis), de madagaskar-haakneusslang (Leioheterodon madagascariensis) en L. geayi. Drie overige reptielsoorten zijn de nijlkrokodil (Crocodylus niloticus) en twee schildpadsoorten: de madagaskarplatstaartschildpad (Pyxis planicauda) en de Afrikaanse moerasschildpad (Pelomedusa subrufa).
In het bos zijn 15 soorten kikkers te vinden, waaronder Aglyptodactylus laticeps, Boophis doulioti, Dyscophus insularis, Laliostoma labrosum, Mantella betsileo en Scaphiophryne calcarata.

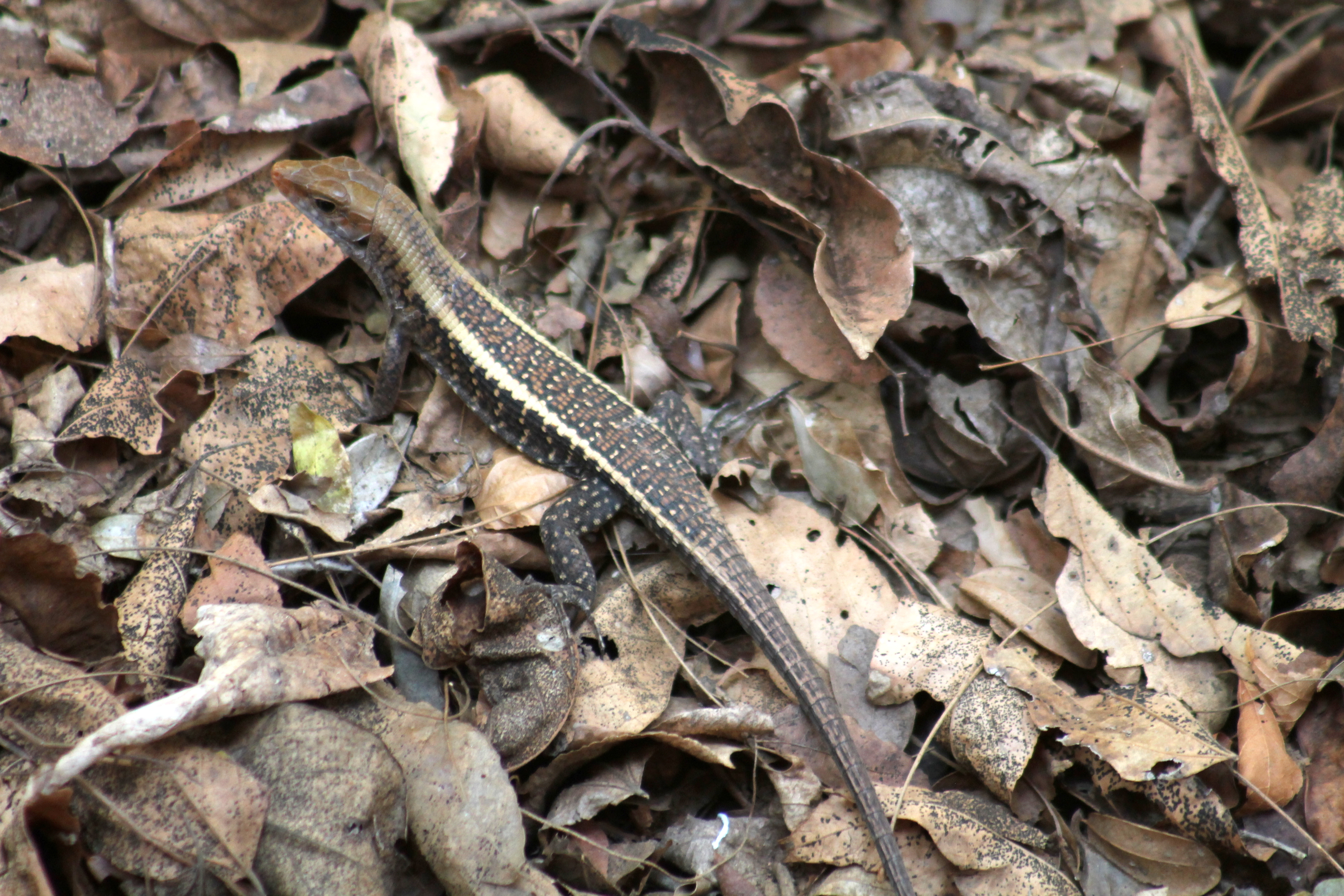
Zonosaurus laticaudatus
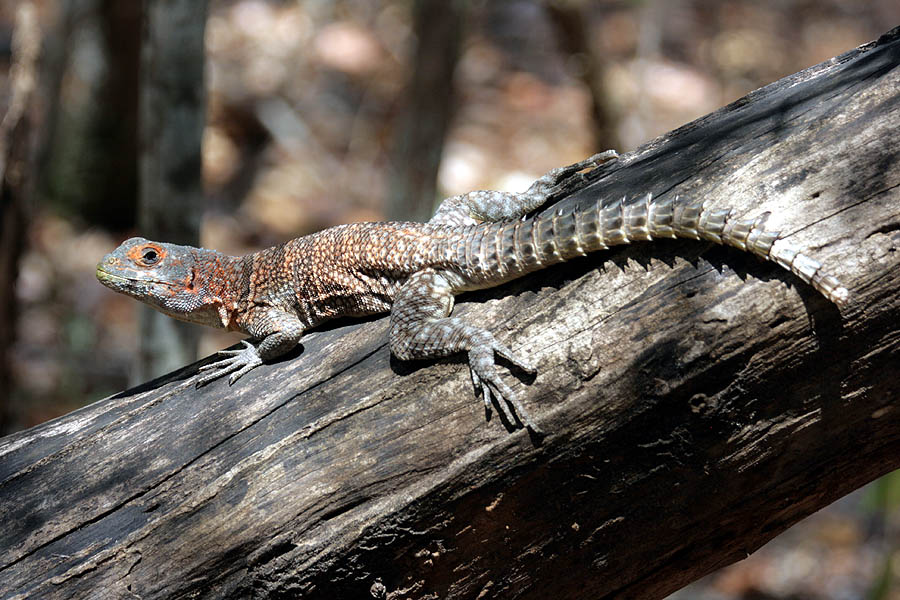
Madagaskar-halsbandleguaan (Oplurus Cuvieri)
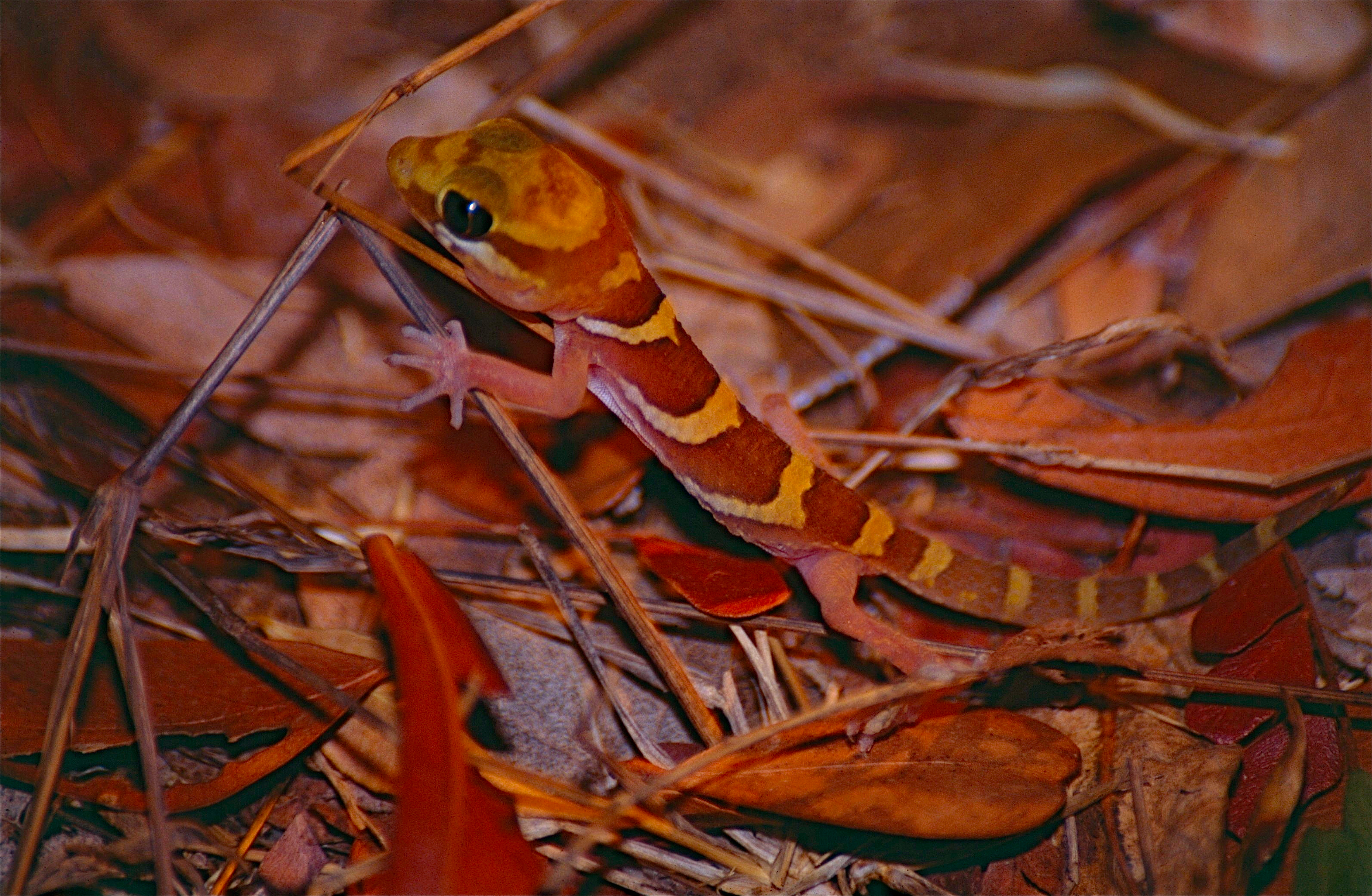
Paroedura picta
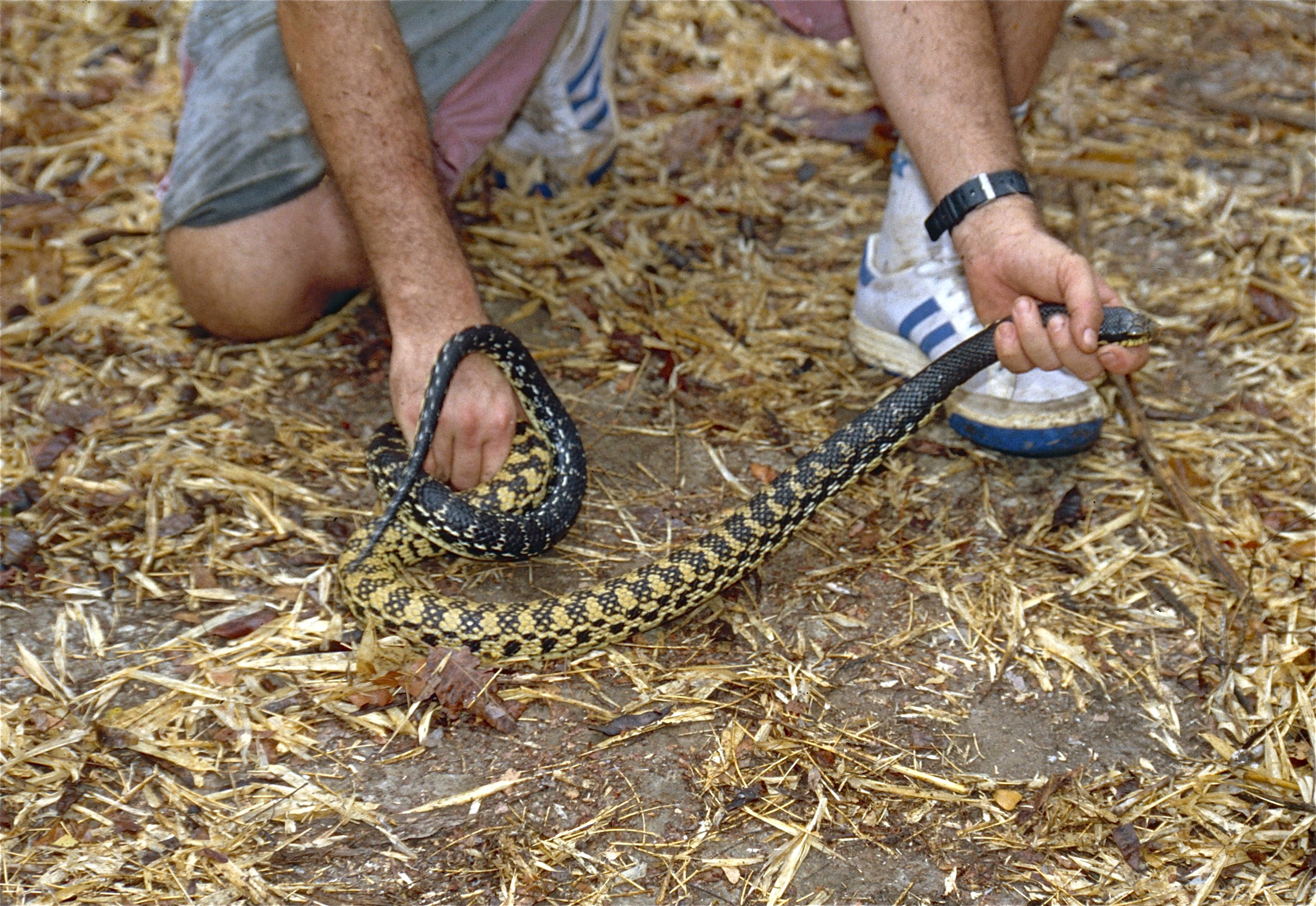
Madagaskar-haakneusslang (Leioheterodon madagascariensis)
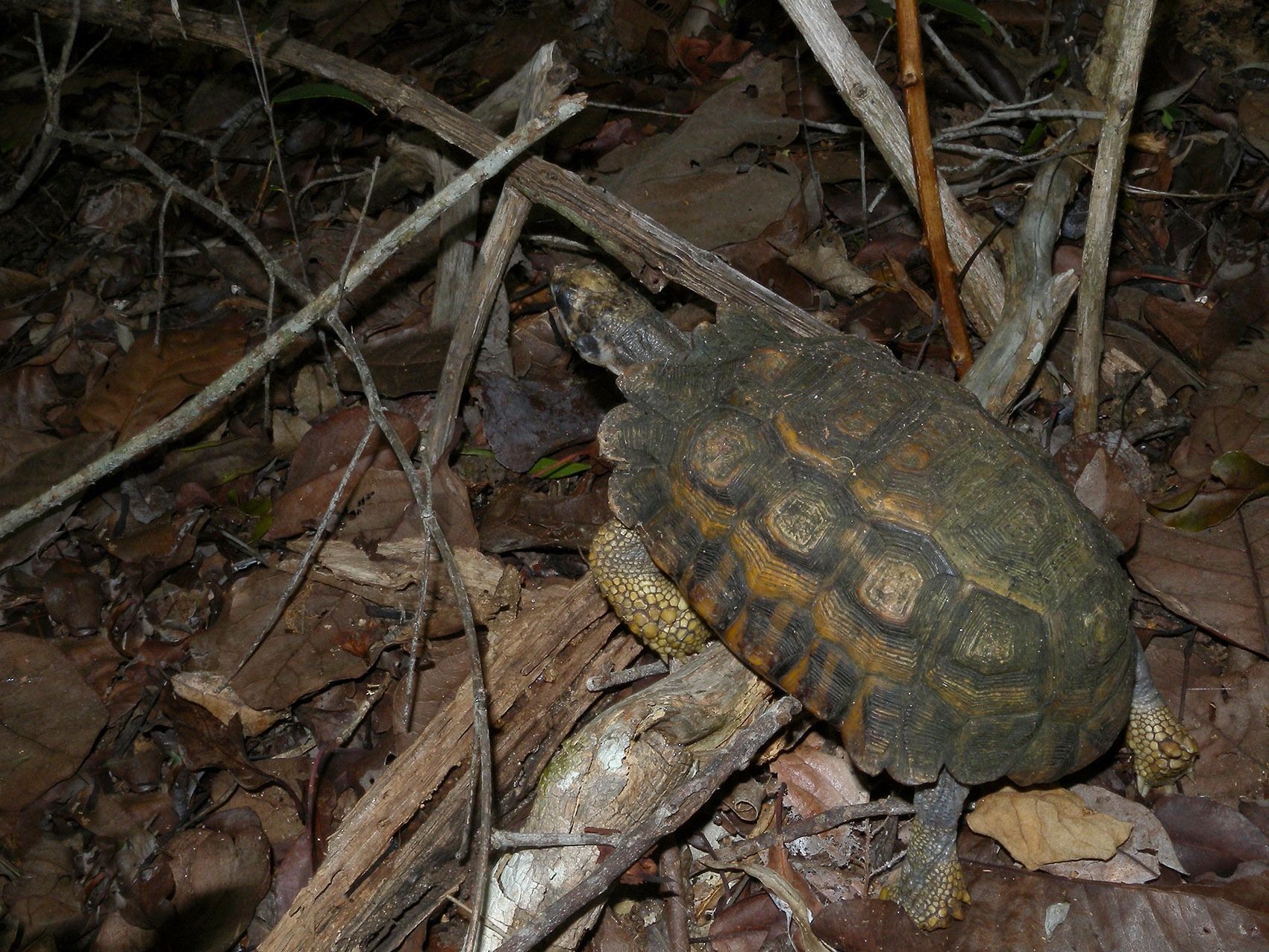
madagaskarplatstaartschildpad (Pyxis planicauda)
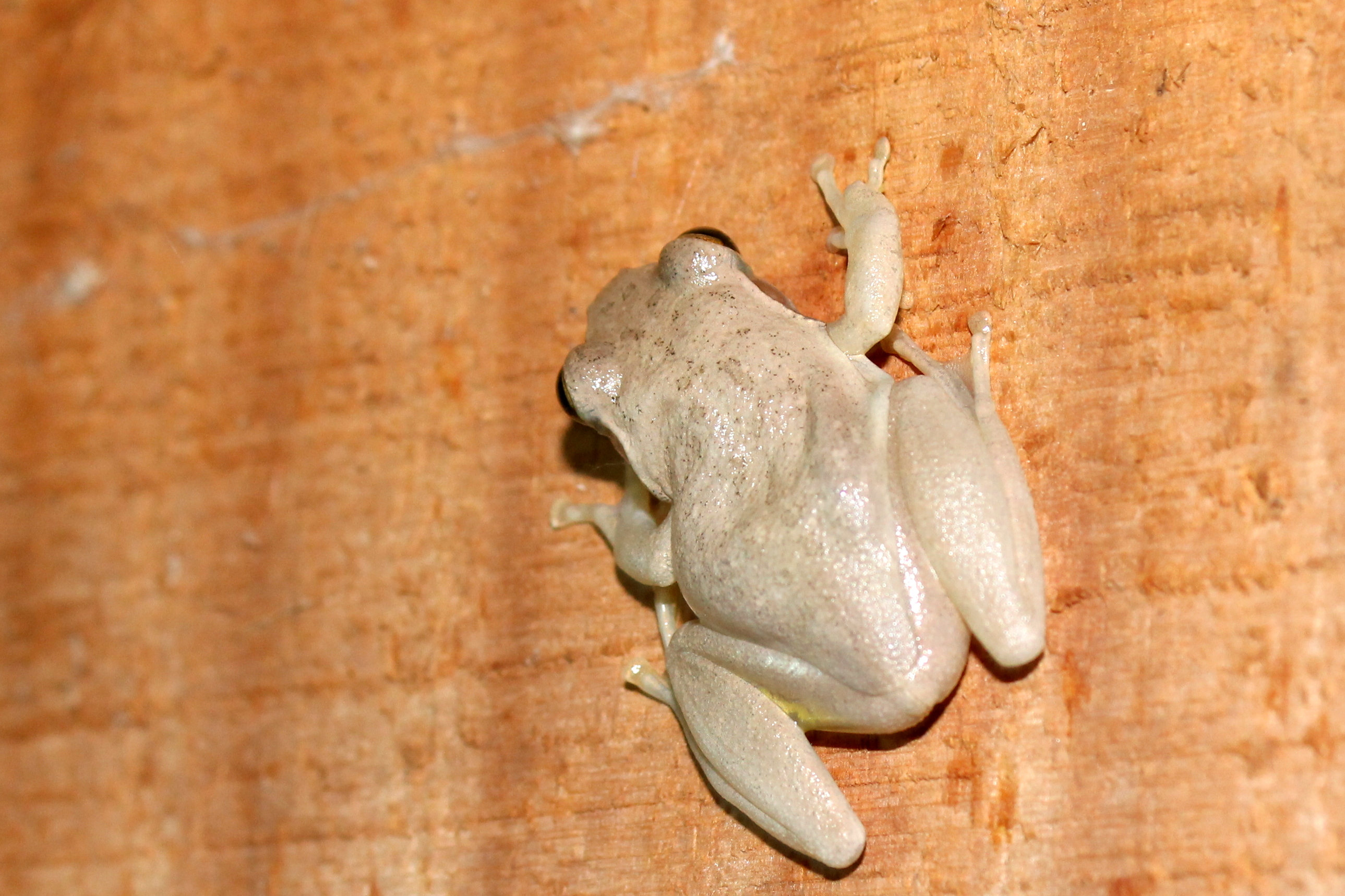
Boophis doulioti